# Gregory Smith
Gregory Edward Smith (Toronto, 6 juli 1983) is een Canadees acteur en regisseur.
Van 2002 tot 2006 had hij een hoofdrol in de televisieserie Everwood, als Ephram Brown.
Sinds 2010 heeft hij een rol in de televisieserie Rookie Blue. Hij speelt daarin officier Dov Epstein.
In 1996 speelde hij Sport in Harriet the Spy. In 1998 heeft hij de hoofdrol als Alan Abernathy in Small Soldiers van Joe Dante. In 2000 vertolkte hij de rol van Thomas Martin in The Patriot. In 2007 had hij een hoofdrol in de film Closing the Ring van Richard Attenborough als de jonge Jack. Ook in 2007 had hij een hoofdrol in Boot Camp met Mila Kunis als tegenspeelster. In 2011 is hij Slick in Hobo with a Shotgun.
Hij was genomineerd voor een YoungStar Award in 1998 maar die prijs ging toen naar Jesse James. Voor zijn rol in Everwoord werd hij begin 2004 genomineerd bij de 8e Satellite Awards.
- Bibliothèque nationale de France: cb14025149z (data)
- Gemeinsame Normdatei: 138559023
- International Standard Name Identifier: 0000 0000 7840 4954
- Library of Congress Control Number: no99008292
- Nationale Bibliotheek van Israël: 987007401051005171
- Nationale Bibliotheek van Polen: a0000001686536
- Système universitaire de documentation: 07152780X
- Virtual International Authority File: 39004187
- WorldCat: E39PBJqbkbPTGFyw89BxKwmPQq